# Call of Duty: Mobile
Call of Duty: Mobile — условно-бесплатная мобильная многопользовательская онлайн-игра в жанре шутера от первого лица, разработанная китайской студией TiMi Studios и выпущенная американской компанией Activision для устройств под управлением Android и iOS. Изначально игра была выпущена в качестве бета-версии в отдельных странах в июле 2019 года, и официально выпущена 1 октября 2019 года. Call of Duty: Mobile практически полностью повторяет геймплей частей основной серии Call of Duty и включает в себя многие элементы оригинальной игры, будь то карты, оружие или персонажи.
Игра получила положительные отзывы от критиков и игроков. Наиболее высоко были оценены классические режимы Call of Duty, королевская битва и мультиплеер, однако критике подверглись микротранзакции. Тем не менее, игра за первый месяц была загружена около 148 миллионов раз, что стало вторым крупнейшим запуском в истории мобильных игр.

## Игровой процесс
Игра представляет собой шутер от первого лица с двумя режимами — сетевая игра и королевская битва. В сетевой игре игроки могут играть в ранговые и неранговые матчи в мультиплеере. Неранговые матчи влияют на прогресс профиля, ранговые же определяют ранг игрока — всего рангов несколько, от «Новичка» до «Легендарного». В Call of Duty: Mobile присутствуют микротранзации, за которые можно получить персонажа из серии Call of Duty или раскраску для оружия. Ежемесячно в Call of Duty: Mobile добавляются новые сезоны с различными темами и новыми персонажами, оружием, способностями, перками и режимами игры. Так, в 2021 году в игре появилась возможность играть за Джона Рэмбо и Джона Макклейна, а в следующем — за рэпера Snoop Dogg, у которого имеется свой собственный пистолет-пулемёт из золота и бриллианта с уникальным эффектом смерти.
В сетевой игре также есть специальные и ограниченные по времени режимы, которые могут длиться от нескольких дней до целого сезона. К ним относятся «Один выстрел — один труп» (англ. One Shot — One Kill), «2 на 2» (англ. 2v2), «Только снайперы» (англ. Snipers Only) и многие другие.

### Королевская битва
Королевская битва — 20-минутный матч, где игроки в количестве до 100 человек сражаются между собой, чтобы стать последним выжившим. В начале игры участники выбирают класс, который будет определять их последующий стиль игры, его можно будет сменить при начале следующего матча. В этом режиме игрок может выбрать, как войти в матч: в одиночку, в паре или отрядом. В начале все игроки находятся на борту самолёта, который летит над картой. Маршрут полёта выбирается случайным образом в начале матча. В каждой команде автоматически определяется лидер, который решает, когда и куда команда прыгнет. Игроки начинают раунд без какой-либо экипировки, за исключением ножа. Оружие и снаряжение распределяются по всей карте в начале матча. Игроки могут выбирать вид от первого или от третьего лица. Как и в мультиплеере, игроки из одной команды не могут убивать друг друга. Если игрок умирает, он оставляет после себя жетон. Товарищи по команде могут собрать этот жетон и оживить игрока. Спустя некоторое время после высадки, каждые несколько минут игровая область карты начинает уменьшаться, и, если игрок оказывается за безопасной зоной, он начинает получать урон. Помимо этого, периодически над игровой зоной по случайному маршруту будет пролетать самолёт, сбрасывая на парашюте контейнер с грузом. Последняя команда, оставшаяся в живых, выигрывает раунд.

### Зомби-режим
Зомби-режим был добавлен в игру в ноябре 2019 года. Суть этого режима заключается в том, что игрок отбивает бесконечные волны зомби с целью выжить как можно дольше. Также в игре присутствует режим «Рейд», в нём игрок должен победить определённое количество волн зомби, прежде чем встретиться с одним из двух финальных боссов. Зомби-режим был удалён 25 марта 2020 года, так как он не соответствовал стандартам компании Activision, но в компании уточнили, что он будет возвращён в будущем обновлении игры. В начале августа 2021 года был выпущен обновленный зомби-режим под названием «Осада Нежити». Классический зомби-режим был возвращён в игру в октябре 2022 года и содержит только карту Shi No Numa.

## Разработка и выпуск
В апреле 2017 года, более чем через год после того, как Activision Blizzard официально приобрели компанию King за 5,9 миллиарда долларов, было объявлено, что шведский разработчик создаёт новую мобильную игру на основе Call of Duty.
Изначально игра называлась Call of Duty: Legends of War. 15 декабря 2018 года было запущено закрытое альфа-тестирование в Австралии, которое было доступно для загрузки только из Google Play. 16 мая 2019 года в Индии было запущено закрытое бета-тестирование, закончившееся 6 июня 2019 года. К 10 июня был запущен ещё один бета-тест, но на этот раз исключительно в Австралии. 14 июня вышла бета-версия для устройств на iOS.
Call of Duty: Mobile была официально анонсирована в марте 2019 года, когда китайская компания TiMi Studios возглавила разработку игры. 18 июля 2019 года начался плавный запуск в Канаде и Австралии. 15 августа игра стала доступна в Перу. После предварительного релиза игра была официально выпущена во всём мире (за исключением Бельгии, континентального Китая и Вьетнама) 1 октября 2019 года.
В 2023 году, на фоне покупки Activision Blizzard компанией Microsoft, издатели заявили, что не прекратят поддержку игры.

## Киберспорт
В 2020 году был запущен киберспортивный турнир Call of Duty: Mobile World Championship 2020 в сотрудничестве с Activision и Sony Mobile Communications. За победу в нём давались призы: более одного миллиона долларов и внутриигровые предметы. Команды были выбраны из игрового сообщества через открытые онлайн-отборочные стадии, проходившие с 20 апреля по 24 мая 2020 года. Подходящие игроки с рангом «Ветеран» и выше имели возможность проходить дальше. Использование эмуляторов и любых внешних устройств, вроде геймпада или клавиатуры, было запрещено.

## Отзывы критиков
| Сводный рейтинг       | Сводный рейтинг |
| Агрегатор             | Оценка          |
| --------------------- | --------------- |
| Metacritic            | (iOS) 81/100    |
| Иноязычные издания    |                 |
| Издание               | Оценка          |
| Destructoid           | 8,5/10          |
| Eurogamer             | 8/10            |
| GameSpot              | 8/10            |
| IGN                   | 7,7/10          |
| Jeuxvideo.com         | 16/20           |
| Gamezebo              | [ 41 ]          |
| 4Players              | 60/100          |
| Русскоязычные издания |                 |
| Издание               | Оценка          |
| «Игры Mail.ru»        | 8/10            |

Call of Duty: Mobile получила в целом благоприятные отзывы. На сайте-агрегаторе Metacritic версия игры для iOS получила 81 балл из 100 возможных на основе 16 обзоров. Сайт IGN написал, что игра «представляет собой всё самое лучшее, что когда-либо было на портативной платформе. Даже не тратя денег на игру, здесь есть много отличных режимов, включая впечатляющую королевскую битву». По словам GameSpot, несмотря на кучу микротранзакций, в Call of Duty: Mobile нет ничего, чтобы отвлекало от хорошего мультиплеера. Polygon также похвалил игру: «Call of Duty: Mobile не выглядит как глубоко скомпрометированная версия мультиплеера, но она действительно похожа на ту самую Call of Duty».
Одну из наиболее высоких оценок в 8.5 дал сайт Destructoid со словами: «Только что избавился от PUBG Mobile. Нет смысла его держать на телефоне, если у тебя Call of Duty: Mobile. По сути, он делает всё, что делает PUBG, и даже больше». Gamezebo же присвоил игре максимальный балл, наиболее хорошо похвалив классические режимы, карты и виды оружия, взятые из предыдущих «старших» частей Call of Duty, а также настраиваемое управление и визуальные эффекты. Eurogamer присудил восемь из десяти баллов, порекомендовав её тем, кто ищет шутер на мобильных телефонах, похожий на Call of Duty.
Однако встречались и противоположные мнения. В частности, от немецкого сайта 4Players Call of Duty: Mobile получила лишь 60 баллов из 100 со словами: «Удивительно хороший мобильный шутер с множеством доната и ботов в мультиплеере».
За первый месяц выхода игры, Call of Duty: Mobile была скачана более 148 миллионов раз, а также получила около 54 миллиона долларов дохода, что стало вторым крупнейшим запуском мобильных игр в истории. А к июню 2020 года было уже более 250 миллионов загрузок и 327 миллионов долларов дохода. По состоянию на февраль 2022 года, от внутриигровых микротранзакций доход игры составил более полтора миллиарда долларов, а число загрузок с мая 2021 выросло на 500 миллионов. Российский сайт Игры Mail.ru включил её в сотню лучших мобильных игр, а также лучших мобильных игр 2020 года. Согласно ежегодному отчёту от Activision от мая 2022 года, число загрузок Call of Duty: Mobile превысило 650 миллионов, а годовые потребительские расходы на игру превысили миллиард долларов. В июльском отчёте от издателя уже следующего года говорится, что геймеры потратили в Call of Duty более трёх миллиардов долларов. В этом же году игра попала в десятку самых скачиваемых бесплатных игр на iPhone.

### Награды
| 2019 | Hollywood Music in Media Awards  | Лучшая песня/музыка в мобильной игре     | Номинация | [ 56 ] |
| 2019 | The Game Awards 2019             | Лучшая мобильная игра                    | Победа    | [ 57 ] |
| 2020 | Pocket Gamer Mobile Games Awards | Игра года                                | Победа    | [ 58 ] |
| 2020 | D.I.C.E. Awards                  | Портативная игра года                    | Номинация | [ 59 ] |
| 2020 | NAVGTR Awards                    | Оригинальный драматический саундтрек     | Номинация | [ 60 ] |
| 2020 | Game Developers Choice Awards    | Лучшая мобильная игра                    | Номинация | [ 61 ] |
| 2020 | SXSW Gaming Awards               | Лучшая мобильная игра                    | Номинация | [ 62 ] |
| 2020 | British Academy Games Awards     | Лучшая мобильная игра                    | Победа    | [ 63 ] |
| 2020 | G.A.N.G. Awards                  | Лучший звуковой дизайн в казуальной игре | Победа    | [ 64 ] |
| 2020 | The Game Awards 2020             | Лучшая мобильная игра                    | Номинация | [ 65 ] |